# اچ‌دی ۲۴۴۹۶
اچ‌دی ۲۴۴۹۶ یک ستاره است که در صورت فلکی ثور قرار دارد.